# Мустафа Челеби (син на Баязид I)
Мустафа Челеби, също Дюзме Мустафа или Дюзмедже Мустафа (на турски: Mustafa Çelebi, Düzme Mustafa, Düzmece Mustafa), е син на султан Баязид I. През 1402 година Мустафа участва в битката при Анкара с баща си и братята си и след това изчезва. В 1415/16 година се появява човек под негово име, който твърди, че е бил държан известно време в плен от Тамерлан, но е бил освободен след смъртта му. По време на управлението на Мехмед I и Мурад II, с подкрепата на Византийската империя и Венецианската република, Мустафа вдига два бунта, опитвайки се да завземе османския трон. Предаден е от съюзниците си, заловен и обесен. В официалната османска историография е представен като самозванец.

## Биография

### Произход и ранни години
Халил Иналджък пише, че датата на раждане на Мустафа е неизвестна, но според Антъни Алдерсън тя е 1380 година. Османският историк Шукрулах го нарича последният от шестимата синове на османския султан Баязид I. Майката на Мустафа очевидно е била робиня.
Няма информация за ранния му живот. Според Шараф ад-дин Язди в 1400 година Мустафа е бил сгоден за дъщерята на Ахмед Джалаир. Според османския историк Мехмед Нешри той е назначен от баща си за санджакбей на бившите бейлици Хамид и Теке. Начело на войските на тези санджаци, той участва в битката при Анкара на 28 юли 1402 година. Баязид, бащата на Мустафа, е победен в тази битка и взет в плен.

### След битката при Анкара
Съдбата на Мустафа не е точно известна. Историографите на Тимуридите не споменават, че Мустафа е бил държан в плен от Тамерлан. Според „Зафар-наме“ на Шараф ад-Дин Язди, след като бил пленен, Баязид казал на Тамерлан, че по време на битката е имал двама сина със себе си – Муса и Мустафа – и поискал да разбере какво се е случило с тях. Муса скоро е открит, но сведения за Мустафа не се появили, тоест хората на Тамерлан не са открили Мустафа сред пленниците. Пратениците на испанския крал Енрике III в двора на Тамерлан, Пелайо де Сотомайор и Ернандо Санчес де Паласуелос, са очевидци на битката и на последвалите събития. Тяхното послание е запазено в „Дневника“ на Клавихо, който пише само за един син на султана, пленен от Тамерлан. Според Ибн Арабшах „Мустафа изчезна безследно, заради него около 30 (хора на име) Мустафа бяха екзекутирани“.
Османските историци от XV век описват съдбата на този син на Баязид по различни начини, като основно посочват, че той е изчезнал безследно. Ашикпашазаде и Нешри пишат, че Мустафа паднал от коня си и изчезнал безследно. Според Шюкрула той е бил заловен заедно с баща си, Мустафа е изчезнал и никога повече не е бил видян. Енвери пише, че Мустафа е бил заловен заедно с баща си, но се е завърнал в Анадола няколко години по-късно (вероятно след смъртта на Тамерлан през февруари 1405 година). Енвери пише за времето, прекарано в плен на Мустафа, а след това и за живота му в Нигде.
Византийските историци смятат претендента за син на Баязид, като същевременно посочват, че Мехмед I го наричал самозванец. Лаоник Халкокондил пише: „Тъй като няма информация, че Мустафа е жив, Мехмед казва, че Мустафа не е истинският син на Баязид“. Само Георги Сфрандзес го нарича измамник.
Алдерсън пише, че Мустафа е изчезнал след битката, не е бил намерен сред пленниците, тялото му не е било сред мъртвите, не е бил в нито един от отрядите, избягали от бойното поле. Исмаил Хакъ Узунчаршълъ смята, че данните на Енвери са надеждни. Съвременните изследователи са съгласни, че Мустафа не е бил самозванец.
Според Дука, великият везир и бейлербей на Румелия, Баязид паша Амасиялъ, нарекъл претендента самозванец. Прозвището „Дюзме“ (на турски: Düzme – лъжлив), който показва, че Мустафа не е син на Баязид, започва да се споменава във връзка с претендента от историците от XV век Ашикпашазаде и Нешри, но те посочват, че прозвището му е дадено от съперниците му по време на борбата за трона. От тях прозвището става широко разпространено сред по-късните османски историци.

### Първо въстание
В османските източници събитията от двете въстания са объркани, а първото въстание не се споменава. След битката при Анкара Тамерлан възстановява всички анадолски бейлици, връщайки ги на членовете на свалените от османците династии. Той разделя останалата азиатска част от Османската империя на две части и назначава синовете на Баязид, Иса Челеби и Мехмед, да ги управляват. В Румелия Сюлейман Челеби се провъзгласява за султан. Османското междуцарствие започва, когато Иса, Сюлейман, Мехмед и Муса се опитват да поделят наследството на баща си. През 1413 година Мехмед I печели борбата за власт.
В 1415 година в Солун внезапно се появява човек, наричащ себе си Мустафа. Той твърди, че докато братята му се борили за власт, той бил държан в плен в Самарканд, но не разказвал за това какво се е случило с него. Възможно е Мустафа да е намерил убежище в някой от бейлиците: според Енвери в Нигде при Караманидите или според Халкокондил при Исфендияр бей Джандарид в Кастамону или Синоп, подобно на брат си Муса Челеби. Според венециански източници Мустафа е бил „в Азия“, търсейки кораб, с който да мине в Европа, където твърдял, че има много поддръжници. Рагузански източници съобщават, че в средата на юни 1415 година Мустафа е бил в Трабзон. Венециански източници съобщават за пристигането в града през януари 1415 година на галера от Трабзон с „турски“ агент, който преговаря с византийския император от името на Мустафа. Към август 1415 година той вече е във Влашко, където получава подкрепа от Мирча I. Османските междуособици са изгодни за всички техни съседи. Император Мануил II Палеолог и Мирча I го подкрепят, без особено да се задълбочават в достоверността на разказа му.
Във Влашко към Мустафа се присъединява Джунейд бей Измироглу, бившият санджакбей на Никопол. Предвид близостта на Никопол до Влашко, Мехмед изпраща двама доверени слуги да го убият, но Джунейд успява да прекоси Дунава два дни преди пристигането им. Той става най-активният поддръжник на претендента, а Мустафа назначава Джунейд за свой везир. С войници, предоставени от Мирча I, Мустафа нахлува в Тракия и се опитва да убеди местните османски войски да се разбунтуват. След като не успява, се оттегля във византийската столица Константинопол. През пролетта на 1416 година Мустафа отива в контролирания от Византия Солун и се опитва да си осигури подкрепата на удж-бейовете от Македония. Въпреки че успява да овладее Сяр, все още няма достатъчно поддръжници и през есента Мехмед го побеждава в битка. Мустафа и Джунейд бягат обратно в Солун, където местният управител Димитрий Ласкарис Леондарис ги взима под своя закрила. Мехмед обсажда града, докато император Мануил II Палеолог не се съгласява да ги държи като заложници в плен, докато Мехмед е жив, в замяна на годишно плащане от 300 000 акчета. Според Дука Мустафа е изпратен на остров Лемнос, а Джунейд е настанен в манастира „Света Богородица Памакаристос“ в Константинопол.

### Второ въстание (1421 — 1422)
В 1421 година Мехмед I умира и е наследен от 17-годишния си син Мурад II. Според завещанието на Мехмед двамата му по-малки синове Юсуф и Махмуд е трябвало да бъдат изпратени на византийския император като заложници, но везирът на Мехмед Баязид паша Амасиялъ отказва да ги предаде. В резултат на това византийците решават да използват Мустафа и Джунейд и ги освобождават, виждайки в това възможност да си възвърнат загубените територии в Македония, Черноморието и Тракия. На 15 август 1421 година, след като Мустафа полага тържествена клетва да се подчинява на императора, византийски флот, воден от Димитрий Леондарис, ги довежда на Галиполския полуостров. Войските на Мустафа и Леондарис дебаркират пред град Галиполи, отбраняван от гарнизона и местното опълчение. Хората на Мурад „не били в състояние да устоят на Джунейд, защото този човек бил смел и по-опитен във войната от всеки турчин по негово време“, те били победени и принудени да се укрият зад градските стени. Мустафа се обръща към гарнизона, убеждава много от тях да се предадат и окупира Галиполи на следващата сутрин. Оттам той започва похода си срещу Одрин, а Леондарис обсажда цитаделата на Галиполи, където отрядът под командването на Шах Малик бей продължава съпротивата.
За разлика от предишния бунт на Мустафа, много от удж бейовете на Румелия сега се присъединяват към него, включително Турахан бей, синовете на Евренос и семейство Гюмлюоглу, тъй като виждат Мустафа като по-надежден владетел от неопитния Мурад. Претендентът бързо разширява контрола си над по-голямата част от Македония, включително градовете Ендидже Вардар и Сяр. Първите монети, сечени от Мустафа, датират от това време. Мурад изпраща Баязид паша с армия от Анадола, за да се изправи срещу Мустафа. Двете армии се срещат при Сазлъдере, близо до Одрин, но войските на Баязид започват масово да преминават на страната на Мустафа, когато претендентът им показал белези, които уж е получил в битката при Анкара. Баязид паша се предава, както пише Дука, и е екзекутиран по настояване на Джунейд. Братът на Баязид паша, Хамза бей, е „съжален от Джунейд заради младостта си“.
Мустафа влиза триумфално в Одрин. Когато защитниците на цитаделата на Галиполи научават за това, те също решават да се предадат. Леондарис иска да окупира града като съюзник на Мустафа, но според Дука, докато Леонтарис се готвел да влезе в Галиполи, пристигнали Джунейд и Мустафа. Те го информирали, че споразумението им е невалидно, защото не могат да позволят на народа си да капитулира пред неверници. Леондарис протестира, но в крайна сметка събира хората си и се отправя към Константинопол, докато Мустафа се укрепва в цитаделата, организира флота си и укрепва защитата на пристанището.
Тогава императорът решава да подкрепи Мурад и изпраща при него пратеници с предложение за помощ при определени условия: византийски кораби ще транспортират османската армия до Европа в замяна на Галиполи, а той ще да предаде двамата по-малки братя на султана като заложници на императора (подобно на това, което правят Мехмед I и Сюлейман Челеби). Мурад отказва да приеме условията на Мануил, а на младия султан помага генуезкият подеста на Неа Фокея, Джовани Адорно, който предлага кораби за превоз на османската армия в замяна на отписване на дълга за наема на мините за стипца. Фокея също така предоставя на султана 2000 войници. Писмото до Мурад от Адорно е написано от личния секретар на Адорно, историка Дука, който е оставил подробно описание на тези събития. Мустафа бил разтревожен от новината, че Мурад е получил флотилия, която да го транспортира до Румелия, а Джунейд убедил претендента, че трябва да изпреварят Мурад и първо самите те да преминат в Анадола. Според Дука по това време Мустафа вече бил започнал да прекарва времето си в пиршества и разврат, а Джунейд го пришпорвал, защото се страхувал, че Мустафа затъва все по-дълбоко с всеки изминал ден и губи шанса си да победи Мурад. Джунейд се притеснява, че при разгром на Мустафа в Европа той може да бъде заловен от византийците – не особено привлекателна перспектива след предателството при Галиполи. Затова Джунейд бърза да се завърне в Анатолия и собствения си бейлик възможно най-скоро.
На 20 януари 1422 година (26 мухарем 825 година по хиджра) армията на Мустафа – около 12 000 кавалеристи и 5000 пехотинци – преминава в Анатолия. Мурад пристигнал с войските си от Бурса, за да посрещне армията на претендента, блокирайки настъплението на Мустафа, хората му унищожават моста над река Нилюфер. Двете армии се срещат при Лопадион. Според Ашикпашазаде преди битката Мурад изпратил хората си при всички бейове, които подкрепяли Мустафа. На всеки от тях е обещана щедра награда, ако го напуснат, например на Джунейд Мурад II обещава да върне Айдън. Дука дава подробно описание как съветниците на Мурад използвали брата на Джунейд, Хамза, който бил приятел на Мурад, за преговори: Хамза бил убеден да се срещне с Джунейд и да го убеди да изостави съюзника си. Чрез Хамза на Джунейд било обещано „да му се даде Айдън като наследствено владение, при условие че един от синовете му ще служи на султана“. Везирите (Ибрахим паша, Хаджи Иваз паша, Умур Тимурташоглу, Орудж и Али бей) съветват Мурад да освободи Мехмед Михалоглу, бившия бейлербей на Румелия при Муса Челеби и затворен в Токат от 1416 година заради връзките си с шейх Бедреддин Симави. Михалоглу е доведен от Токат, обещана му е титлата бейлербей и е освободен, след което пише писма, в които призовава водачите на аканджиите да признаят Мурад и гарантира, че ще им бъде простено. В резултат на това Мустафа е изоставен както от румелийските уджбеи, така и от Джунейд и е принуден да избяга обратно в Румелия.
Мурад се обръща към Адорно, който спазил обещанието си, пристигнал със 7 галери и на 15 януари 1422 година прекарал султана и армията му от другата страна на Дарданелите. Според Дука претендентът се опитал да се скрие и да избяга във Влашко, но бил разпознат и заловен. Османският историк Рухи Челеби съобщава, че Мехмед бей Михалоглу заловил Мустафа в Чамурлу и скоро претендентът е публично обесен по заповед на Мурад на стените на Одрин или на градския площад като обикновен престъпник. Преди екзекуцията Мустафа поискал среща с Мурад, обещавайки да му каже нещо, но Мурад не му отговорил. Дука отбелязва, че подобна екзекуция е била избрана, за да се представи Мустафа като самозванец, а не като член на династията. Според османския историк Бехищи тялото му висяло, докато не паднало. Не е известно какво се е случило с него, освен че със сигурност не е бил погребан с почести. Малкият брой оцелели монети, сечени от Мустафа, почти сигурно показва, че те са били унищожени веднага след екзекуцията. След екзекуцията главата на Мустафа според Рухи Челеби е изпратена на Мурад.
Съществува версия, че Мустафа е успял да избяга във Влахия, оттам в Кафа, а след това в Солун, където остава до превземането на града от Мурад през 1430 година. Поне още през 1425 година мъж, наричащ себе си Мустафа, започва да извършва нападения от града срещу силите на Мурад, но след като той и венецианският капитан почти са заловени по време на едно от тези действия, Големият съвет на Венецианската република издава инструкции на 3 септември да се спрат тези нападения и да се държат портите на града затворени. На 11 май този Мустафа се явил пред Големия съвет и получил 150 дуката за услугите си.

### Цитирана литература
- Ибн Арабшах. История амира Темура.   Ташкент, Институт истории народов Средней Азии имени Махпират, 2007.
- Клавихо, Руи Гонсалес де. Дневник путешествия в Самарканд ко двору Тимура (1403-1406).   М., Наука, 1990.
- Нешри, Мехмед. Огледало на света: История на османския двор.   София, Отечествен фронт, 1984. с. 420.
- Шараф ад-Дин Али Йазди. Зафар-наме.   Ташкент, SAN'AT, 2008. ISBN 978-9943-322-16-5. с. 519.
- Жуков, К. А. К истории образования Османского государства. Княжество Айдын.   М., Тюркологический сборник 1978, 1984. с. 126—139.
- Тютюнджиев, И., Павлов П. Българската държава и османската експанзия 1369—1422.   В. Търново, Слово, 1992. с. 34—35.
- Черноусов, Е. Дука, один из историков конца Византии //  Византийский временник 21.   СПб., К. Л. Риккер, 1914. с. 171—221.
- Alderson, An. D. The Structure of the Ottoman Dynasty.   Oxford, Clarendon Press, 1956. p. 186. (на английски)
- Başar, Fahamettin. Mustafa Çelebi, Düzme //  Islam Ansiklopedisi. Т. 31.   İslâm Araştırmaları Merkezi, 2006. с. 292—293. (на турски)
- Doukas. Decline and Fall of Byzantium to the Ottoman Turks.   Wayne State University Press, 1975. ISBN 978-0-814-31540-8. p. 360. (на английски)
- Emecen, F. Cüneyd Bey //  Islam Ansiklopedisi 8.   1993. с. 122. (на турски)
- Heywood, C. J. Muṣṭafā Čelebi, Düzme //  The Encyclopaedia of Islam, New Edition VII: Mif–Naz.   Leiden, E.J. Brill, 1993. p. 710–712. (на английски)
- Imber, C.   Macmillan Education UK, 2009. ISBN 978-0-230-57450-2. p. 448. (на английски)
- İnalcık, H. Meḥemmed I //  The Encyclopaedia of Islam, New Edition VI: Mahk–Mid.   Leiden, E.J. Brill, 1991. ISBN 90-04-08112-7. p. 973–978. (на английски)
- İnalcık, H. Murad II //  Islam Ansiklopedisi 31.   2006. с. 164—172. (на турски)
- Kastritsis, Dimitris J. The Sons of Bayezid: Empire Building and Representation in the Ottoman Civil War of 1402—1413.   Leiden, BRILL, 2007. ISBN 90-041-5836-7. p. 275. (на английски)
- Mélikoff, I. D̲j̲unayd //  The Encyclopaedia of Islam, New Edition II: C–G.   Leiden, E.J. Brill, 1965. ISBN 90-04-07026-5. p. 599–600. (на английски)
- Merçil, E. Aydınoğulları //  Islam Ansiklopedisi 4.   1991. с. 239—241. (на турски)
- Mertzios, Konstantinos. Μνημεία Μακεδονικής Ιστορίας (Monuments of Macedonian History).   Thessaloniki, Society for Macedonian Studies, 2007. ISBN 978-960-7265-78-4.
- Mollaoğlu, F. K. “Düzmece” olarak anılan Mustafa Çelebi Ve Bizans (1415–1416/17) //  Ankara Üniversitesi Dil ve Tarih-Coğrafya Fakültesi Tarih Araştırmaları Dergisi XLIX.   2009. (на турски)
- Nilgün, E. Byzantine eye-witnesses of Anatolian power-breakers during the years of 1421—1423 //  International Journal of Arts and Commerce 4.   2015. p. 30—49. (на английски)
- Sakaoğlu, N.    İstanbul, Oğlak Yayıncılık, 2015. с. 574. (на турски)
- Uzunçarşılı, İsmail Hakkı. Osmanlı Tarihi.   Ankara, Türk Tarih Kurumu, 1988. с. 3114. (на турски) Архив на оригинала от 2017-05-07 в Wayback Machine.
- Uzunçarşılı, İ. H. Aydın oğullari //  Anadolu beylikleri ve Akkoyunlu, Karakoyunlu devletleri.   Türk Tarih Kurumu Basımevi, 1969. с. 104—120. (на турски)